# Protection temporaire en cas d'afflux massif de personnes déplacées en droit de l'Union européenne
Aux fins de la directive 2001/55/CE du Conseil du 20 juillet 2001, la protection temporaire est « une procédure de caractère exceptionnel assurant, en cas d'afflux massif ou d'afflux massif imminent de personnes déplacées en provenance de pays tiers qui ne peuvent rentrer dans leur pays d'origine, une protection immédiate et temporaire à ces personnes, notamment si le système d'asile risque également de ne pouvoir traiter cet afflux sans provoquer d'effets contraires à son bon fonctionnement, dans l'intérêt des personnes concernées et celui des autres personnes demandant une protection ».

## EnFrance
L'entrée et le séjour des étrangers bénéficiant de la protection temporaire sont régis par le titre Ier du livre VIII (articles L811-1 à L811-9) et par les articles R811-1 à R811-4 du CESEDA.

## Application
Le mécanisme, voté en 2001, n'a pas été appliqué pendant 20 ans, y compris lors de la Crise migratoire en Europe qui a fait suite à la Guerre civile syrienne des années 2010.
Le 1er mars 2022, Gérald Darmanin indique son intention de demander à la Commission européenne l'activation du mécanisme de protection temporaire pour les réfugiés en provenance d'Ukraine. Le 3 mars, le Conseil des ministres de l'Union européenne approuve à l'unanimité l'entrée en vigueur du statut. Les Ukrainiens pouvaient déjà entrer dans l'UE pour 90 jours avec un passeport en vertu de l'Accord d'association entre l'Ukraine et l'Union européenne.